# Чегодаева, Нора Павловна
Нора Павловна Чегодаева (1905—1971) — советская переводчица, директор Центральной женской школы снайперской подготовки во время Великой Отечественной войны, капитан РККА.

## Биография
Дочь революционера Павла Чегодаева, работавшего в Народном комиссариате юстиции СССР. Окончила Военную академию имени М. В. Фрунзе (одна из первых пяти женщин, окончивших Военную академию). Свободно владела французским, немецким и испанским языками, служила переводчицей в РККА. Работала в Международной ленинской школе.
Участница Гражданской войны в Испании на стороне Второй Испанской Республики, служила на передовой и работала переводчиком у Н.Н.Воронова («Вольтера»). Награждена Орденом Красного Знамени.
После начала Великой Отечественной войны возглавила Центральную женскую школу снайперской подготовки, работала на Волховском фронте. Готовила будущих женщин-снайперов и личный состав женских авиационных полков. В 1943 году направлена в посольство СССР на Кубе после установления дипломатических отношений между странами.
После войны работала редактором французскоязычного приложения к журналу «Новое время».

## Награды
- Орден Красного Знамени[1]